# Lakewood Church Central Campus
Pour les articles homonymes, voir Compaq Center.
Le Compaq Center (auparavant The Summit) était une salle omnisports située à Houston au Texas. Elle est aujourd'hui reconfigurée en église, l'Église de Lakewood menée par le pasteur Joel Osteen.
Entre 1975 et 2003, ses locataires principaux étaient les Houston Rockets de la NBA. Le Compaq Center est localisé à 8 kilomètres du centre de la ville à Greenway Plaza. Sa capacité était de 16 285 places pour les matchs de basket-ball et 15 256 pour le hockey sur glace, il possédait 20 suites de luxe.

## Histoire
Le bâtiment est conçu par l'architecte Kenneth L. Schnitzer, également auteur de nombreuses tours composant le quartier des affaires à Houston (Greenway Plaza).
En 1971, les San Diego Rockets ont été achetées par un nouveau groupe de propriétaires qui a déplacé l'équipe à Houston. La ville, cependant, manquait d'une arène appropriée pour accueillir une équipe de haut niveau, ainsi des projets ont été immédiatement entrepris pour construire une nouvelle salle qui deviendrait The Summit. Les Rockets avaient joué leurs matchs à domicile dans diverses arènes tels que le Hofheinz Pavilion pendant l'intérim.
Accompli en 1975, The Summit a représenté une nouvelle sorte d'arène de sports, remplie avec des agréments, qui aideraient la NBA à se développer d'un sport professionnel de deuxième-rangée dans l'industrie du divertissement multi-milliardaire que c'est aujourd'hui. L'Omni Coliseum à Atlanta, McNichols Sports Arena à Denver, et Coliseum at Richfield à Cleveland ont été construits pendant cette période et restés en service jusqu'à ce que la croissance de la NBA ait étincelé un nouveau boom de construction d'arène vers la fin des années 1990.
En 1978, une suite est conçue pour suivre les matchs en privé est créée, composée de miroirs, mobilier métalique, néons, bar en piscine, et dix chaises pour les spectateurs.
En 1997, la ville de Houston vote en faveur du changement de nom du Houston Summit en Compaq Center. L'entreprise informatique Compaq signe un contrat de six ans et de $5,4 millions pour renommer le lieu à son nom.

### Église de Lakewood
Quand les équipes sportives se sont déplacées au nouveau Toyota Center en 2003, l'Église de Lakewood a signé un bail à long terme avec la ville de Houston pour acquérir le Compaq Center. Des rénovations pour créer la nouvelle église de Lakewood sont estimées à $75 millions USD. L'église a payé $11,8 millions de loyer à l'avance pour les 30 premières années du bail, et s'installe dans les lieux le 16 juillet 2005. Elle devient l'une des églises les plus grandes du pays (16 000 sièges). En 2010, l’église achète définitivement le bâtiment pour 7 millions de dollars.

## Événements
- NBA Finals, 1981, 1986, 1994 et 1995
- WWE Royal Rumble, 15 janvier 1989
- Concerts de Madonna (Blond Ambition Tour), les 4 et 5 mai 1990
- WWE No Way Out, 15 février 1998
- WWE Bad Blood, 15 juin 2003
- IHL All-Star Game, 1996
- Concert de Queen (News Of The World tour), 11 décembre 1977
- Concerts de Led Zeppelin, Journey, Elvis Presley, David Bowie, Michael Jackson et Madonna.